# Dan Nave
Dan Nave (hebrejsky: דני נוה) je izraelský politik a bývalý poslanec Knesetu za stranu Likud.

## Biografie
Narodil se 21. června 1960. Vysokoškolské vzdělání bakalářského typu v oboru právo získal na Hebrejské univerzitě. Sloužil v izraelské armádě, kde dosáhl hodnosti First Sergeant (Rav Samal). Hovoří hebrejsky a anglicky.

## Politická dráha
Již před vstupem do parlamentu se pohyboval ve vrcholné politice. Byl předsedou izraelského poradního výboru pro vyjednávání s Palestinci, byl předsedou Fóra pro sledování antisemitismu. Stál také v čele štábu pracujícího na propuštění Jonathana Pollarda. Půosobil coby poradce politika a ministra Moše Arense.
V izraelském parlamentu zasedl po volbách do Knesetu v roce 1999, ve kterých kandidoval za Likud. Byl pak členem parlamentního výboru pro práva dětí a v období let 2001–2003 zastával ve vládě ArielaŠarona post ministra bez portfeje. Poslanecký mandát obhájil ve volbách do Knesetu v roce 2003. V letech 2003–2006 potom sloužil ve funkci ministra zdravotnictví. Opětovně byl zvolen do Knesetu ve volbách do Knesetu v roce 2006. Byl potom členem parlamentního výboru pro zahraniční záležitosti a obranu, výboru pro ústavu, právo a spravedlnost a členem vyšetřovací komise pro odposlechy. Mandát ale ukončil předčasně v únoru 2007, protože rezignoval na politické funkce a odešel do soukromého sektoru. V Knesetu jej nahradil Juli-Joel Edelstein.